# Jerzy Bożyk (muzyk)

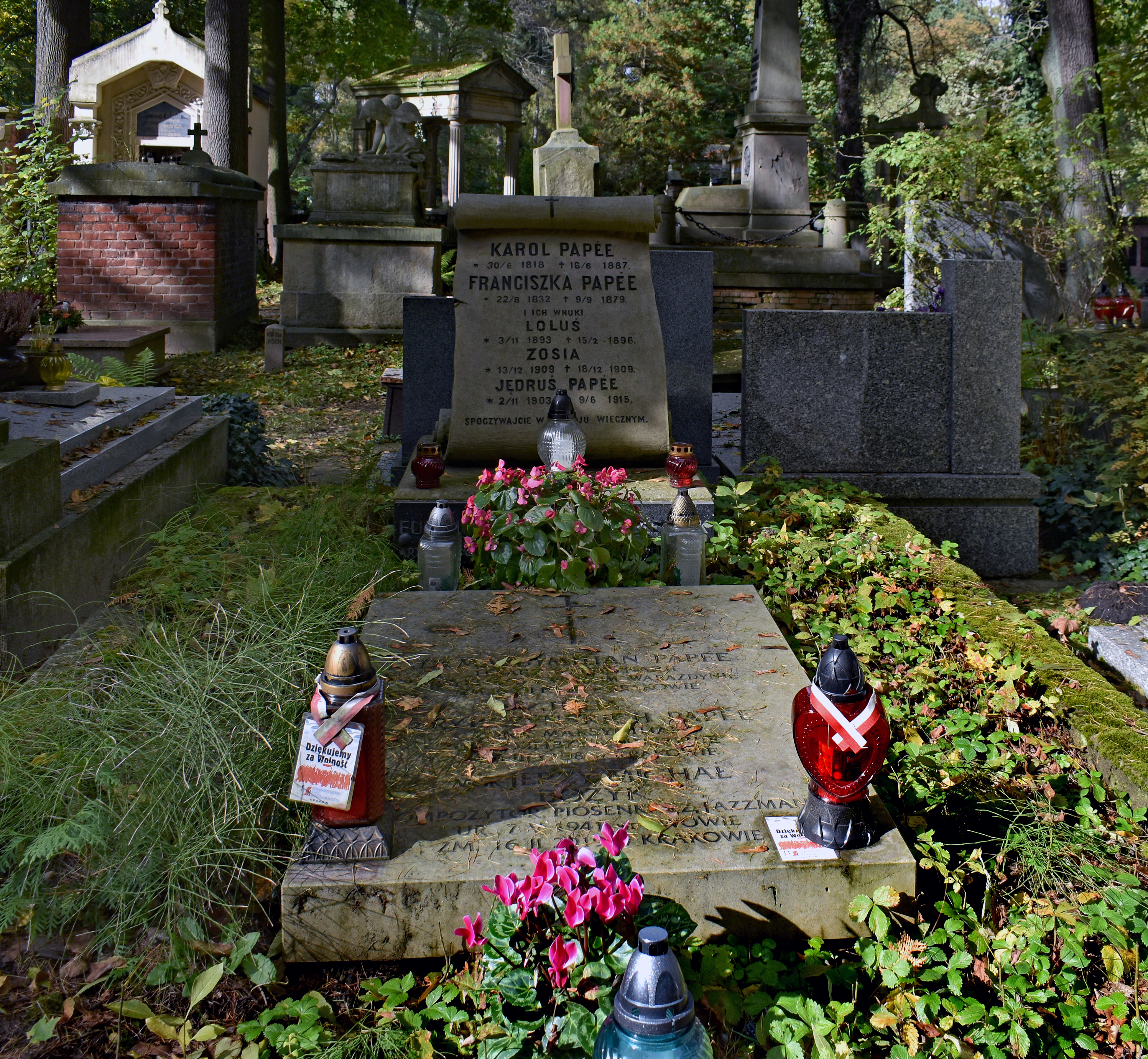
Cmentarz Rakowicki
Grób Jerzego Bożyka

Jerzy Michał Bożyk ps. Boży Jerzyk (ur. 7 maja 1941 we Lwowie, zm. 16 lutego 2019 w Krakowie) – polski pianista i wokalista jazzowy.
Promotor polskiego autostopu i jazzu. Lingwista (tłumacz języka słowackiego) i socjolog, działacz niepodległościowy (KPN, Związek Strzelecki „Strzelec”, wielokrotny uczestnik Marszu Szlakiem I Kompanii Kadrowej, członek Związku Piłsudczyków), cyklista, jak również turysta górski. Przewodnik po Małopolsce i Szlaku Orlich Gniazd. Był członkiem Prawicy Rzeczypospolitej.

## Życiorys
Ukończył Liceum Muzyczne w Łodzi w 1959. Po ukończeniu szkoły rozpoczął współpracę z zespołami „The Jazz Five Boys”, „Silver Jazz” i „Tiger Rag”. Do 1976 koncertował na kontraktach w Czechosłowacji, Finlandii i Szwecji.
W 1977 zdał państwowy egzamin piosenkarski u profesora Aleksandra Bardiniego. Następnie rozpoczął studia teatrologiczne na Uniwersytecie Łódzkim, które ukończył w 1985.
Od 1982 był członkiem zespołu jazzowego Beale Street Band. Wieloletni uczestnik Letniego Festiwalu Jazzowego w Piwnicy pod Baranami.
Zagrał rolę pianisty w filmie Bracia Karamazow.
W roku 2012 powstał zespół "Bożyk Trio" w składzie: Jerzy Michał Bożyk (piano wokal), Andrzej Marchewka (trąbka, kornet, wokal) i Marek Michalski (banjo, wokal). Po śmierci Marka Michalskiego w skład zespołu wszedł jego manager - Wojciech Serafin (gitara elektryczna, wokal).
W styczniu 2013 pojawiła się płyta pt. „Drive”, którą nagrał wraz ze swoją bratanicą Magdaleną Bożyk, wydana nakładem Aedificium. Przed śmiercią koncertował w krakowskim klubie „Awaria”, co roku także otwierał festiwal piosenki studenckiej Yapa.
17 lutego 2011 odznaczony został Medalem „Niezłomnym w słowie”. 19 marca 2016 otrzymał brązowy Medal „Zasłużony Kulturze Gloria Artis”.
Po ciężkiej chorobie zmarł 16 lutego 2019 w Krakowie. 

## Dyskografia
Albumy
- Proktodoncja[4]
- Drive (gościnnie: Magda Bożyk – wokal)

## Galeria

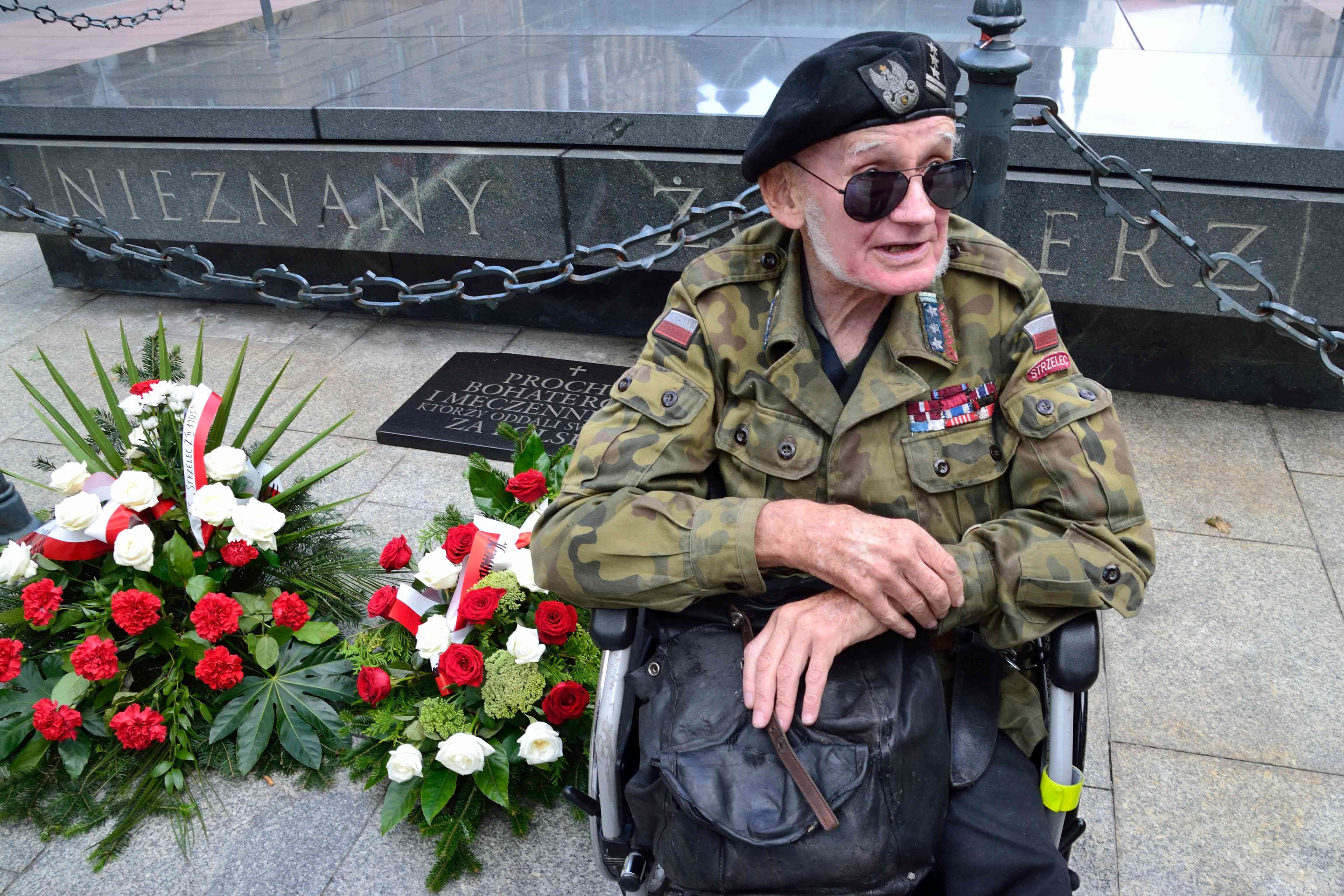
Jerzy Bożyk pod pomnikiem Grunwaldzkim w Krakowie (2018)
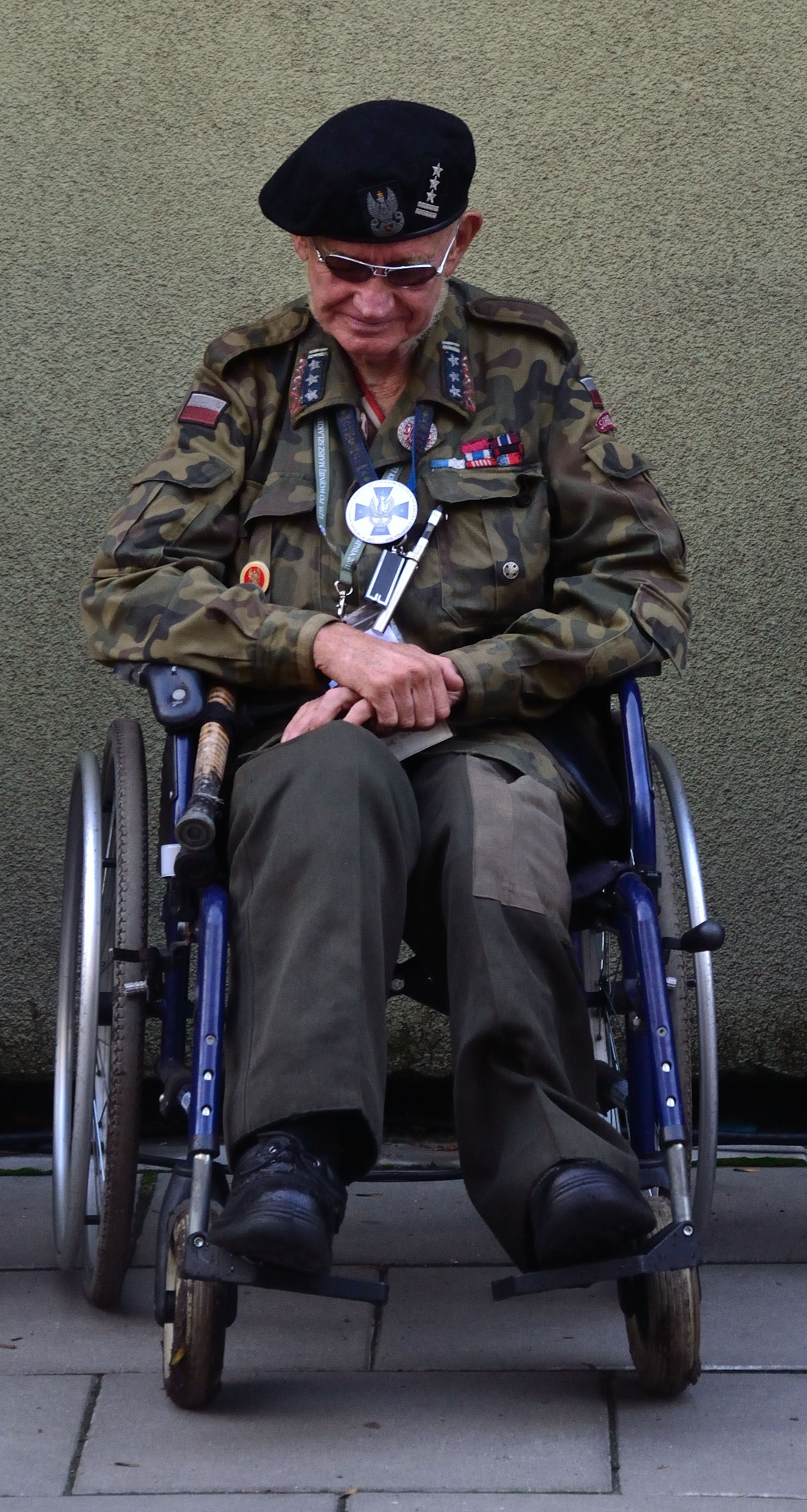
Jerzy Bożyk na Oleandrach, przed wymarszem Kadrówki (2015)